# Łosie-Dołęgi
Łosie-Dołęgi – wieś w Polsce położona w województwie podlaskim, w powiecie zambrowskim, w gminie Zambrów.
Dawniej Łosie.

## Historia
W latach 1921–1939 wieś leżała w województwie białostockim, w powiecie łomżyńskim, w gminie Długobórz.
Według Powszechnego Spisu Ludności z 1921 roku wieś zamieszkiwały 24 osoby w 4 budynkach mieszkalnych. Miejscowość należała do parafii rzymskokatolickiej w Zambrowie. Podlegała pod Sąd Grodzki w Zambrowie i Okręgowy w Łomży; właściwy urząd pocztowy mieścił się w Zambrowie.
W wyniku napaści ZSRR na Polskę we wrześniu 1939 miejscowość znalazła się pod okupacją sowiecką. Od czerwca 1941 roku pod okupacją niemiecką. Od 22 lipca 1941 r.  do wyzwolenia włączona w skład okręgu białostockiego III Rzeszy.
Do 1954 roku miejscowość należała do gminy Długobórz. Z dniem 18 sierpnia 1945 roku została wyłączona z woj. warszawskiego i przyłączona z powrotem do woj. białostockiego. W latach 1975–1998 miejscowość administracyjnie należała do województwa łomżyńskiego.

## Dwór
We wsi na skraju lasu na rozległej łące znajduje się odrestaurowany murowany dwór szlachecki. Jest to budynek siedmioosiowy, pokryty dachem dwuspadowym z naczółkami.  Poddasze ma dwie lukarny w części frontowej, zaś w ogrodowej trzy. Ściany dworu są białe, a dach pokryty jest brązową dachówką. Do dworu prowadzi aleja lipowa. Wejście od frontu stanowi portyk usytuowany centralnie, z czterema kolumnami dźwigającymi trójkątny szczyt z okulusem. Dwór został zbudowany w 1889 roku dla Stefanii Mioduszewskiej przez jej ojca Stanisława Mioduszewskiego. We dworze zamieszkiwała ona wraz z mężem Franciszkiem Ładą i siedmiorgiem dzieci. Obecnie we dworze oraz sąsiednim budynku prowadzony jest pensjonat wypoczynkowy. Jest to jeden z trzech murowanych dworów szlacheckich zachowanych na terenie gminy Zambrów. 